# معادله گرما
معادلهٔ حرارت (Heat equation) یک معادله دیفرانسیل پاره‌ای خطی است که توزیع حرارت (یا اختلاف دما) را در یک دامنه داده شده توصیف می‌کند. نظریه معادله حرارت برای اولین بار توسط ژوزف فوریه در سال 1822 ارائه شد

## صورت معادله
برای تابع {\displaystyle u(x,y,z,t)\!} در دستگاه مختصات دکارتی با متغیرهای مکانی {\displaystyle (x,y,z)\!} و متغیر زمان {\displaystyle t\!}، معادله حرارت عبارت است از:
{\displaystyle {\frac {\partial u}{\partial t}}-\alpha \left({\frac {\partial ^{2}u}{\partial x^{2}}}+{\frac {\partial ^{2}u}{\partial y^{2}}}+{\frac {\partial ^{2}u}{\partial z^{2}}}\right)=0}
در حالت کلی تر:
{\displaystyle {\frac {\partial u}{\partial t}}-\alpha \nabla ^{2}u=0}
که در این‌جا {\displaystyle \alpha \!} ضریب مثبتی است که اصطلاحاً "پخشندگی گرمایی" یا "ضریب نفوذ گرمایی" نامیده می‌شود و میزان ضریب نفوذ هدایتی گرما را نشان می‌دهد. و عملگر {\displaystyle \nabla ^{2}\!} نمایانگر لاپلاسین یک تابع است. در مسائل فیزیکی مربوط به تغییرات دما تابع {\displaystyle u(x,y,z,t)\!} در واقع نمایانگر دما در مکان {\displaystyle (x,y,z)\!} و زمان {\displaystyle t\!} می‌باشد، همچنین {\displaystyle \alpha \!} ضریب نفوذ حرارتی خواهد بود. 
معادله حرارت یک معادله از نوع معادلات دیفرانسیل پاره ای سهموی می‌باشد که در شاخه‌های مختلف علمی کاربرد بسیار دارد. به عنوان مثال در نظریه احتمالات معادله حرارت با مطالعه حرکتهای براونی از طریق معادله فوکر-پلانک مرتبط می‌باشد. همینطور در بحث ریاضیات مالی، برای حل معادله دیفرانسیل پاره ایی بلک-اسکولز ابتدا از تبدیل این معادله به معادله حرارت استفاده می‌شود. و البته معادله نفوذ که حالت کلی تری از معادله حرارت است در مطالعه پدیده‌های نفوذ شیمیایی و عملیات انتقال جرم در مهندسی شیمی ظاهر می‌شود.

## معادلات دیفرانسیل سهموی
مقالهٔ اصلی: معادلات دیفرانسیل سهموی
معادلات دیفرانسیل سهموی به‌عنوان مدل‌های ریاضی حاکم بر فرایندهای پخش و نشر، یا به‌زبانی عمومی‌تر، فرایندهای برگشت‌ناپذیر وابسته به‌زمان کاربردهای فراوان و متنوعی پیدا می‌کنند. ساده‌ترین نمونه از این‌گونه معادلات، معادلهٔ حرارت است.

## توضیح کلی

راه حل یک معادله حرارت یک بعدی ، درجه حرارت (u) است. در ابتدای میله با یک مقدار بیشینه در یک سر x=0 و با نقطه پایانی عایق شده در سر دیگر x=1. همانطور که دیده می‌شود با نفوذ حرارت دما با گذر زمان به یک مقدار تعادلی میرسد.

فرض کنید تابعی همچون {\displaystyle u\!} دما را در مکان {\displaystyle (x,y,z)\!} توصیف می‌کند. این تابع در طول زمان با گسترش انرژی گرمایی در فضای مورد بررسی دچار تغییر می‌شود. معادله حرارت تغییر دما را در طول زمان مشخص می‌کند. تصویر سمت چپ تغییرات دما را در امتداد یک نوار فلزی نشان می‌دهد. معادله حرارت به خوبی بیانگر این اصل است که حرارت در طول زمان از نقطه ای به نقطه مجاورش نفوذ می‌کند و انرژی گرمایی هرگز خود به خود تولید نمی‌شود مگر در صورت وجود منبع حرارتی یا یه اصطلاح "چاهک گرمایی".برای مثال وقوع واکنش شیمیایی در یک سامانه می‌تواند منبع تولید انرژی گرمایی در آن سامانه باشد. 
معادله حرارت در در حساب آمار و احتمالات در توضیح رفتار ولگشت استفاده می‌شود که در حل مسائل به وجود آمده در ریاضیات مالی استفاده فراوان می‌شود.

## جواب‌های بنیادین
جواب بنیادین، به‌نتیجهٔ حل معادلهٔ حرارت، در ازای شرط اولیهٔ وجود یک منبع گرمایی نقطه ای در مکانی معلوم از جسم مورد بررسی گفته می‌شود. در حالت یک‌بعدی ({\displaystyle x\!}) داریم:
{\displaystyle {\begin{cases}u_{t}(x,t)-ku_{xx}(x,t)=0&-\infty <x<\infty ,\quad 0<t<\infty \\u(x,t=0)=\delta (x)&\end{cases}}}
که  {\displaystyle \delta \!} همان تابع دلتای دیراک (که برای مدل کردن یک بار حرارتی نقطه ای می‌باشد ) است. حل این مسئله، همان جواب بنیادین را به‌دست خواهد داد:
{\displaystyle \Phi (x,t)={\frac {1}{\sqrt {4\pi kt}}}\exp \left(-{\frac {x^{2}}{4kt}}\right).}
با در دست داشتن این جواب، همواره می‌توان حل معادله یک‌بعدی حرارت را به ازاء هر شرط اولیهٔ معلوم با کانولوشن به‌دست آورد:
{\displaystyle u(x,t)=\int \Phi (x-y,t)g(y)dy.}